# Länsö naturreservat
Länsö naturreservat är ett naturreservat i Östhammars kommun i Uppsala län.
Området är naturskyddat sedan 2012 och är 42 hektar stort. Reservatet består av blandskog mellan öppna våtmarker i väster och odlingslandskap i öster.